# Musica è
Musica è (italienisch für „Musik ist“) ist das vierte Studioalbum von Eros Ramazzotti. Das Minialbum wurde am 27. Juni 1988 von Sony BMG Music Entertainment veröffentlicht. Es erschien auch eine spanische Version, Música es.

## Entstehung
Das Album wurde mit Piero Cassano im Fonoprint, Bologna und im Il Cortile sowie im Morning Studio, Mailand aufgenommen. Zusätzliche Aufnahmen fanden auch im Arco Studio, München, statt. Es gibt je nach Land und Format (LP, CD, MC) verschiedene Versionen, eine Fünf-Track-Ausgabe, eine Sieben-Track-Edition und eine Acht-Track-Ausgabe, wobei letztere beide zwei Remixe vom vorhergehenden Album In certi momenti enthalten. Die Songs wurden wie auf den Alben zuvor auch von Adelio Cogliati, Eros Ramazzotti und Piero Cassano geschrieben.

## Titelliste (Acht-Track-Ausgabe)
| # | Titel                                                   | Autor(en)                                       | Produzent(en) | Länge |
| - | ------------------------------------------------------- | ----------------------------------------------- | ------------- | ----- |
| 1 | Musica è                                                | Eros Ramazzotti, Piero Cassano, Adelio Cogliati | Piero Cassano | 11:00 |
| 2 | La luce buona delle stelle (Remix) (feat. Patsy Kensit) | Eros Ramazzotti, Piero Cassano, Adelio Cogliati | Piero Cassano | 4:47  |
| 3 | Ti sposerò perché                                       | Eros Ramazzotti, Piero Cassano, Adelio Cogliati | Piero Cassano | 4:02  |
| 4 | In segno d'amicizia                                     | Eros Ramazzotti, Piero Cassano, Adelio Cogliati | Piero Cassano | 3:53  |
| 5 | Solo con te                                             | Eros Ramazzotti, Piero Cassano, Adelio Cogliati | Piero Cassano | 5:04  |
| 6 | Uno di noi                                              | Eros Ramazzotti, Piero Cassano, Adelio Cogliati | Piero Cassano | 3:51  |
| 7 | Voglio volare                                           | Eros Ramazzotti, Piero Cassano                  | Piero Cassano | 3:38  |
| 8 | Occhi di speranza (Remix)                               | Eros Ramazzotti, Piero Cassano, Adelio Cogliati | Piero Cassano | 3:16  |

## Kommerzieller Erfolg

### Chartplatzierungen
| ChartsChartplatzierungen | Höchstplatzierung | Wochen |
| ------------------------ | ----------------- | ------ |
| Deutschland (GfK)        | 4 (41 Wo.)        | 41     |
| Italien (M&D)            | 2 (21 Wo.)        | 21     |
| Österreich (Ö3)          | 10 (8 Wo.)        | 8      |
| Schweiz (IFPI)           | 2 (18 Wo.)        | 18     |
| Spanien (Promusicae)     | 2 (32 Wo.)        | 32     |

| ChartsJahrescharts (1988) | Platzierung |
| ------------------------- | ----------- |
| Deutschland (GfK)         | 19          |
| Schweiz (IFPI)            | 16          |

### Auszeichnungen für Musikverkäufe
Musica è wurde weltweit mit 1× Gold und 5× Platin ausgezeichnet. Damit verkaufte sich die Album laut Auszeichnungen über 975.000 Mal.

| Land/Region          | Auszeichnungen für Musikverkäufe (Land/Region, Auszeichnung, Verkäufe) | Verkäufe |
| -------------------- | ---------------------------------------------------------------------- | -------- |
| Deutschland (BVMI)   | Platin                                                                 | 500.000  |
| Niederlande (NVPI)   | Platin                                                                 | 100.000  |
| Schweiz (IFPI)       | Gold                                                                   | 25.000   |
| Spanien (Promusicae) | 3× Platin                                                              | 300.000  |
| Insgesamt            | 1× Gold · 5× Platin ·                                                  | 975.000  |

Hauptartikel: Eros Ramazzotti/Auszeichnungen für Musikverkäufe